# Silvia Witmer-Ferri
Silvia Witmer-Ferri (geborene Ferri; * 27. Januar 1907 in Lugano; † 30. November 1993 ebenda; heimatberechtigt in Lamone) war eine Schweizer Architektin und die erste unabhängige Tessiner Diplomarchitektin.

## Leben und Wirken
Silvia Witmer-Ferri war die Tochter des Arztes Arnoldo Ferri und der Julie geborene Spiess. Sie absolvierte ein Architekturstudium an der ETH Zürich, das sie 1930 mit dem Diplom abschloss. Witmer-Ferri heiratete den Zürcher Architekten Hans Witmer. Die Ehe wurde 1958 geschieden.
In Bern war Witmer-Ferri Mitarbeiterin von Otto Rudolf Salvisberg. Mit ihrem Ehemann eröffnete sie 1933 das Architekturbüro H. & S. Witmer-Ferri in Lugano. Ihr erstes Hauptwerk in dieser Stadt war die «Casa Rotonda», die als «ein Wahrzeichen Luganos» gilt. Weitere Entwürfe waren Einfamilienhäuser, Sozialwohnungen und Überbauungen. Mit der Scheidung war auch die gemeinsame Zusammenarbeit beendet.
Nach der Trennung setzte Witmer-Ferri ihre Tätigkeit fort und entwarf das Tessiner Restaurant für die Schweizerische Ausstellung für Frauenarbeit 1958 (SAFFA). An dieser Ausstellung nahm sie Präsidentin des Lyceum della Svizzere Italiana teil. Witmer-Ferri experimentierte mit den Beziehungen zwischen funktionalen Aspekten, Raumgeometrie und Licht, wobei sie versuchte, den Raumbedarf zu minimieren. Zwischen 1966 und 1968 entwarf sie für die Pensionskasse der Gemeinde Lugano eine grosse Wohnanlage, die um einen zentralen Innenhof angeordnet war.
Witmer-Ferri engagierte sich persönlich in internationalen Frauenorganisationen und der Gesellschaft Schweizer Malerinnen, Bildhauerinnen und Kunstgewerblerinnen (GSMBK). Sie war Mitglied des Schweizerischen Ingenieur- und Architektenvereins (SIA) und des Tessiner Ingenieur- und Architektenverbands.

## Hauptwerke
Als Hauptwerke Silvia Witmer-Ferris, bzw. des Ehepaars, gelten:
- 1934 «Casa Rotonda», Lugano-Besso

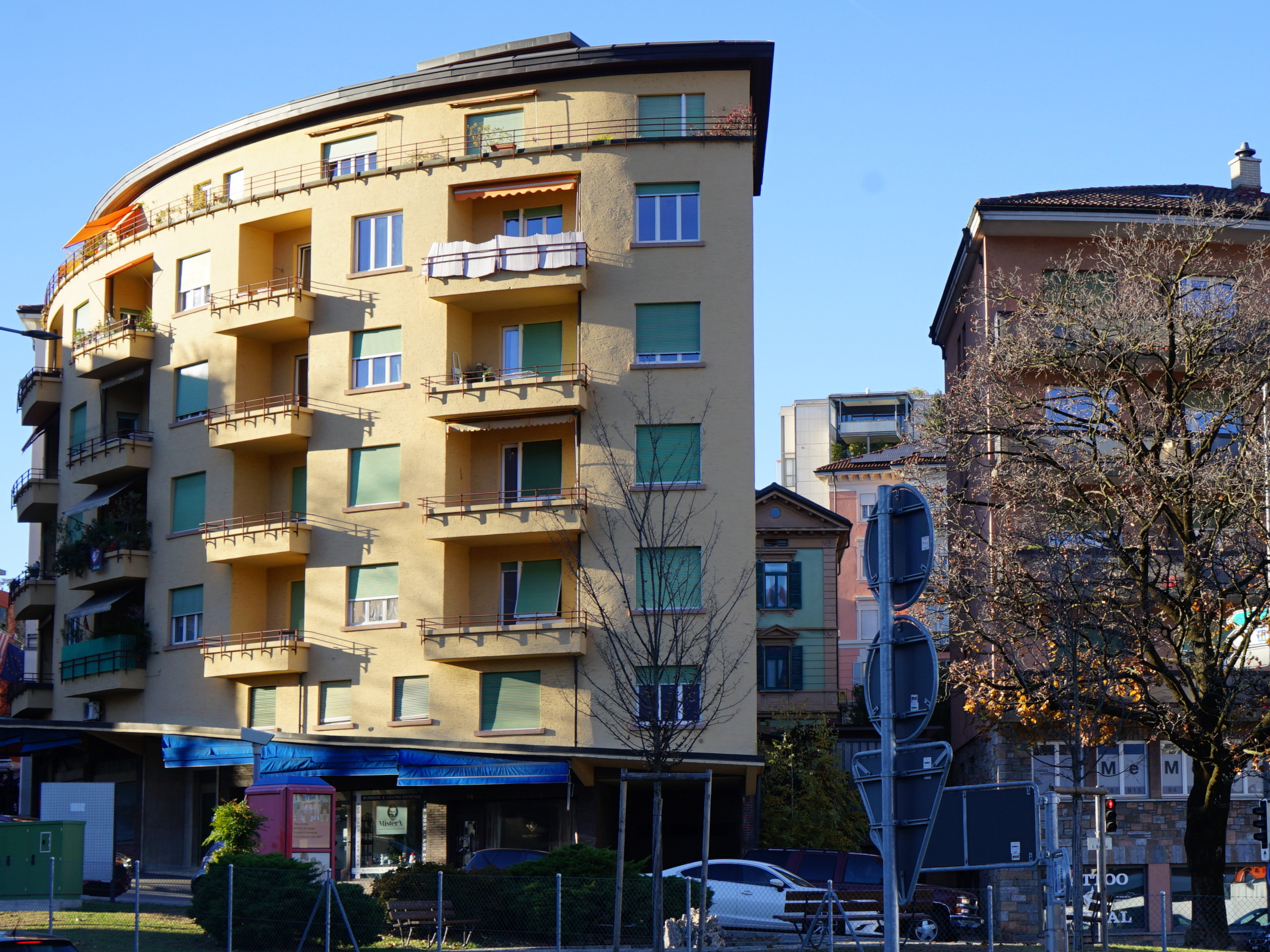
«Casa Rotonda», 2023 (links)

- 1939 Palazzo della Tanzina, Lugano
- 1940 Militärkrankenanstalt, Novaggio
- 1942 Villa Rathgeb, Montagnola
- 1944 Villa Pedrolini/Franklin College, Sorengo
- 1949 Wohngebäude Via M. Carmen, Lugano
- 1950 Umbau der Villa Dollfus, Mailand
- 1955 Arbeiterwohnblock «La Vignola», Lugano
- 1957 Altersheim, Lugano
- 1961 Casa Taddei, Lugano
- 1966 Wohnanlage der Cassa Pensioni, Lugano

## Belege
1. 1 2 3 4 5  Evelyne Lang Jakob: Silvia Witmer-Ferri. In: Historisches Lexikon der Schweiz.  14. November 2013.
2. 1 2 3 4  fondazioneaat.ch: Fondo 008 – Hans Witmer e Silvia Witmer-Ferri 1907–1986/1907–1993. Italienisch, abgerufen am 31. Dezember 2023.

| Personendaten    | Personendaten                                         |
| ---------------- | ----------------------------------------------------- |
| NAME             | Witmer-Ferri, Silvia                                  |
| ALTERNATIVNAMEN  | Ferri, Silvia (Geburtsname); Witmer, Silvia (Ehename) |
| KURZBESCHREIBUNG | Schweizer Architektin                                 |
| GEBURTSDATUM     | 27. Januar 1907                                       |
| GEBURTSORT       | Lugano, Schweiz                                       |
| STERBEDATUM      | 30. November 1993                                     |
| STERBEORT        | Lugano, Schweiz                                       |